# 都御酉
都 御酉（みやこ の みとり）は、平安時代前期の貴族。姓は宿禰のち朝臣。都良香の近親か。官位は従五位上・筑後守。

## 経歴
左大史を経て、天安2年（858年）清和天皇の即位に伴って行われた叙位で外従五位下に叙せられる。散位を経て翌天安3年（859年）因幡権介に任ぜられると、貞観4年（862年）因幡介、貞観6年（864年）出雲守、貞観12年（870年） 因幡介に再任されるなど、清和朝前半は山陰地方の地方官を歴任する。またこの間の、貞観11年（869年）には内位の従五位下に叙せられている。
のち、讃岐介を経て、貞観19年（877年）正月に従五位上に昇叙され、改元後の元慶元年12月には一族の良香・因雄・興道と共に、崇神天皇の後裔であり上毛野氏・大野氏ら朝臣姓の氏族と同祖であることを理由に、宿禰姓から朝臣姓に改姓している。
陽成朝では筑後守を務める。元慶4年（880年）には筑後国では30年以上に亘って班田が実施されていないことから、租税を納める元となる口分田がなく、租税を課されない名家の私有田ばかりがある状態で、調庸に欠損を来たし労役に動員できる人数も減少している、そのため豊後国の事例に倣って報符を待たずに班田を行うべき、との解を大宰府経由で太政官に提出し、認められている。
元慶7年（883年）6月3日に筑後掾・藤原近成に唆された、前筑後掾・藤原武岡が率いる100名に迫る群盗に館を囲まれて、射殺された。

## 官歴
『日本三代実録』による。
- 時期不詳：正六位上。左大史
- 天安2年（858年） 11月7日：外従五位下
- 天安3年（859年） 3月22日：因幡権介
- 貞観4年（862年） 正月13日：因幡介
- 貞観6年（864年） 3月8日：出雲守
- 貞観11年（869年） 正月7日：従五位下（内位）
- 貞観12年（870年） 正月25日：因幡介
- 時期不詳：讃岐介
- 貞観19年・元慶元年（877年） 正月3日：従五位上。12月25日：宿禰姓から朝臣姓に改姓
- 元慶4年（880年） 3月16日：見筑後守
- 元慶7年（883年） 6月3日：卒去（筑後守従五位上）